# 360 OS
360 OS是由奇虎360开发的基于Android 5.1/6.0/7.0的二级市场固件包，首个版本于2015年8月26日发布。

## 历史
2015年3月19日，“360特供机”的新浪微博更名为“手机代号AK47”并发帖公布了“360 OS”，称这可能是比MIUI更适合小米手机的OS
2015年8月26日，奇酷手机在北京举办首场新品发布会，发布三款奇酷手机和360 OS手机操作系统。

## 支持设备

### 奇酷手机
- 奇酷青春版
- 奇酷旗舰版
- 奇酷极客版

### 360手机
- 360手机f4
- 360手机f4s
- 360手机f5
- 360手机N4
- 360手机N4A
- 360手机N4s
- 360手机Q5
- 360手机Q5Plus
- 360手机N5
- 360手机N5S
- 360手机vizza
- 360手机N6
- 360手机N6Pro
- 360手机N6lite
- 360手机N7
- 360手机N7Pro
- 360手机N7lite
- 360手机N7Pro红衣版
- 360手机C5

（由于360手机C5为360手机线下产品，所以没有可供查看的文献）

### 酷派大神手机
- 酷派大神Note3及其他酷派大神手机机型

（大多数大神机型并未适配360 OS，反而进入了“不维护系统”状态，并且以360 OS mini为借口搪塞大神手机用户）